# La Bataille des sexes (film, 1959)
Pour les articles homonymes, voir Battle of the sexes.
Pour plus de détails, voir Fiche technique et Distribution.
La Bataille des sexes (The Battle of the Sexes) est un film britannique réalisé par Charles Crichton, sorti en 1960.

## Synopsis
Lorsqu'Angela Barrows, une analyste américaine, arrive dans la manufacture de tweed appelée The House of MacPherson, ses méthodes surprennent le personnel exclusivement masculin. Il y en a même qui envisagent le meurtre...

## Fiche technique
- Titre original : The Battle of the Sexes
- Titre français : La Bataille des sexes
- Réalisation : Charles Crichton
- Scénario : Monja Danischewsky, d'après la nouvelle The Catbird Sea de James Thurber
- Direction artistique : Edward Carrick
- Costumes : Vi Murray
- Photographie : Freddie Francis
- Son : Len Page
- Montage : Seth Holt
- Musique : Stanley Black
- Production : Monja Danischewsky
- Société de production : Prometheus Film Productions
- Société de distribution : British Lion Film Corporation, Bryanston Films
- Pays d'origine :  Royaume-Uni
- Langue originale : anglais
- Format : Noir et blanc — 35 mm — 1,66:1 — son mono
- Genre : Comédie
- Durée : 84 minutes
- Dates de sortie :
  - décembre 1959[1]
  - Royaume-Uni : 25 février 1960
  - France : 4 mai 1960

## Distribution
- Peter Sellers : M. Martin
- Robert Morley : Robert MacPherson
- Constance Cummings : Angela Barrows
- Jameson Clark : Andrew Darling
- Ernest Thesiger : le vieux MacPherson
- Donald Pleasence : Irwin Hoffman
- Moultrie Kelsall : Graham
- Alex Mackenzie : Robertson
- Roddy McMillan : MacLeod